# Charles Best
Charles Herbert Best, född 27 februari 1899 i West Pembroke, Maine, USA, död 31 mars 1978 i Toronto, Kanada, var en amerikansk-kanadensisk fysiolog. 

## Biografi
Best samarbetade med Frederick Banting, John Macleod och James Collip vid upptäckten av insulinet. Då endast Banting och Macleod belönades med nobelpriset 1923, valde Banting senare att dela sin del av prissumman med Best.
Best var professor i fysiologi vid University of Toronto 1929-1965. Han var ledamot av Royal Society, Royal Society of Canada och invaldes 1961 som utländsk ledamot av svenska Vetenskapsakademien.

### Tryckt litteratur
- (på flera språk) Kungl. Svenska vetenskapsakademiens årsbok 1968. Stockholm: Almqvist & Wiksells. 1969. sid. 26. ISSN 0373-8272 Libris 8262281